# Вінцента
Вінцента (пол. Wincenta) — село в Польщі, у гміні Кольно Кольненського повіту Підляського воєводства.
Населення — 237 осіб (2011).

## Демографія
Демографічна структура станом на 31 березня 2011 року:
|          | Загалом | Допрацездатний вік | Працездатний вік | Постпрацездатний вік |
| -------- | ------- | ------------------ | ---------------- | -------------------- |
| Чоловіки | 120     | 23                 | 80               | 17                   |
| Жінки    | 117     | 25                 | 60               | 32                   |
| Разом    | 237     | 48                 | 140              | 49                   |